# Kuntzig
Kuntzig és un municipi francès, situat al departament del Mosel·la i a la regió del Gran Est. L'any 2007 tenia 1.056 habitants.

## Demografia

### Població
El 2007 la població de fet de Kuntzig era de 1.056 persones. Hi havia 402 famílies, de les quals 72 eren unipersonals (20 homes vivint sols i 52 dones vivint soles), 141 parelles sense fills, 161 parelles amb fills i 28 famílies monoparentals amb fills.
La població ha evolucionat segons el següent gràfic:
Habitants censats

### Habitatges
El 2007 hi havia 430 habitatges, 413 eren l'habitatge principal de la família i 17 estaven desocupats. 383 eren cases i 47 eren apartaments. Dels 413 habitatges principals, 363 estaven ocupats pels seus propietaris, 34 estaven llogats i ocupats pels llogaters i 15 estaven cedits a títol gratuït; 1 tenia una cambra, 3 en tenien dues, 21 en tenien tres, 83 en tenien quatre i 305 en tenien cinc o més. 359 habitatges disposaven pel capbaix d'una plaça de pàrquing. A 145 habitatges hi havia un automòbil i a 225 n'hi havia dos o més.

### Piràmide de població
La piràmide de població per edats i sexe el 2009 era:
| Homes | Edats   | Dones |
| ----- | ------- | ----- |
| 0     | 95 o +  | 0     |
| 0     | 90 a 94 | 4     |
| 4     | 85 a 89 | 8     |
| 1     | 80 a 84 | 11    |
| 12    | 75 a 79 | 9     |
| 23    | 70 a 74 | 29    |
| 31    | 65 a 69 | 25    |
| 33    | 60 a 64 | 30    |
| 11    | 55 a 59 | 21    |
| 53    | 50 a 54 | 49    |
| 44    | 45 a 49 | 51    |
| 44    | 40 a 44 | 46    |
| 37    | 35 a 39 | 49    |
| 42    | 30 a 34 | 34    |
| 21    | 25 a 29 | 16    |
| 22    | 20 a 24 | 33    |
| 38    | 15 a 19 | 47    |
| 51    | 10 a 14 | 42    |
| 35    | 5 a 9   | 40    |
| 9     | 0 a 4   | 22    |

## Economia
El 2007 la població en edat de treballar era de 692 persones, 513 eren actives i 179 eren inactives. De les 513 persones actives 477 estaven ocupades (257 homes i 220 dones) i 36 estaven aturades (19 homes i 17 dones). De les 179 persones inactives 57 estaven jubilades, 61 estaven estudiant i 61 estaven classificades com a «altres inactius».

### Ingressos
El 2009 a Kuntzig hi havia 424 unitats fiscals que integraven 1.118 persones, la mediana anual d'ingressos fiscals per persona era de 20.481,5 €.

### Activitats econòmiques
Dels 20 establiments que hi havia el 2007, 1 era d'una empresa extractiva, 1 d'una empresa alimentària, 2 d'empreses de fabricació d'altres productes industrials, 2 d'empreses de construcció, 6 d'empreses de comerç i reparació d'automòbils, 2 d'empreses de transport, 1 d'una empresa de serveis, 2 d'entitats de l'administració pública i 3 d'empreses classificades com a «altres activitats de serveis».
Dels 6 establiments de servei als particulars que hi havia el 2009, 1 era un taller de reparació d'automòbils i de material agrícola, 1 establiment de lloguer de cotxes, 1 guixaire pintor, 1 lampisteria, 1 perruqueria i 1 saló de bellesa.
L'únic establiment comercial que hi havia el 2009 era una fleca.
L'any 2000 a Kuntzig hi havia 4 explotacions agrícoles.

## Equipaments sanitaris i escolars
El 2009 hi havia 1 escola maternal i 1 escola elemental.

## Poblacions més properes
El següent diagrama mostra les poblacions més properes.